# Кјавес (Торино)
Кјавес је насеље у Италији у округу Торино, региону Пијемонт.
Према процени из 2011. у насељу је живело 148 становника. Насеље се налази на надморској висини од 1080 м.